# Babszyn
Babszyn (ukr. Бабшин) – wieś na Ukrainie w rejonie kamienieckim należącym do obwodu chmielnickiego.
Usytuowanie Babszyna w pobliżu rzeki Dniestr sprawiało, że dwór tamtejszy należał do najładniej położonych siedzib ziemiańskich w tej części Podola. Dobra miejscowe wchodziły niegdyś w skład latyfundiów rodziny Lanckorońskich. W pierwszej połowie XIX w. wyodrębnione z większej całości znajdowały się w ręku cześnikowiczów Kaspra i Jana Jordanów h. Trąby, dziedziców także pobliskiego Żwańca i Jóźwina, sprzedanych przez nich w 1819 roku Grocholskim. W ten sam sposób, ale dopiero w 1835 roku, wyzbyli się oni również Babszyna. Dobra te kupił od braci Piotr Gradowski h. Lubicz (1780-1876), właściciel Kożuchowa na Podlasiu. Rodzina jego wywodziła się z Gradowa w pow. sochaczewskim.
Piotr Gradowski był synem poległego w Powstaniu Kościuszkowskim Floriana. Żenił się dwukrotnie: najpierw z Teklą Pawłowską, z którą miał czterech synów, Oktawiana, Cezarego, Ludwika i Oskara, a po śmierci pierwszej żony i nabyciu Babszyna, z Józefą Gajewską z Serbów koło Mohylowa. Z małżeństwa drugiego pochodziły córki Amelia i Henryka oraz syn Leon. Babszyn Piotr Gradowski zapisał najmłodszemu synowi Leonowi (1842–1908), żonatemu z Oktawią Wołoszynowską (zm. 1905), córką Oktawiana i Honoraty z Bednarowskich. Z kolei Leon Gradowski miał trzy córki: Eleonorę, zamężną za Wacławem Tuskim, Kazimierę, która poślubiła wdowca po siostrze, i Oktawie, żonę Kaliksta Morawskiego, oraz syna Stanisława (1869–1945), ożenionego z Klotyldą Suchodolską (zm. 1954), ostatniego właściciela Babszyna do 1920 roku.

## Dwór
- dwór wybudowany w pierwszej połowie XIX w. przez Piotra Gradowskiego[1].